# Betty Blowtorch
Betty Blowtorch es una banda de hard rock femenina del sur de California. Se formó en 1988 con tres miembros de Butt Trumpet. Después de publicar el LP Are You Man Enough? en 2001 el grupo realizó una gira conjunta con Nashville Pussy. Durante el tour, la baterista Judy Molish y la guitarrista Sharon Needles dejaron el grupo. La banda pudo continuar la gira con la ayuda de Jennifer Finch de L7.
En diciembre de 2001, la cantante principal y bajista Bianca Butthole murió en un accidente de coche en Nueva Orleans, lo que supuso el fin de la banda.
Una recopilación de rarezas y temas en directo vio la luz en 2003 con el título de Last Call.
La banda y su historia es el eje central del documental Betty Blowtorch And Her Amazing True Life Adventures del director Anthony Scarpa.
Bianca Butthole yace en el cementerio Hollywood Forever de Los Ángeles.
Blare N. Bitch y Sharon Needles son actualmente miembros de la banda de Los Ángeles Suckerstar.

## Miembros
- Bianca Butthole (Bianca Halstead) - Bajo, voz
- Sharon Needles - Guitarra rítmica, coros
- Blare N. Bitch - Guitarra principal
- Judy Molish - Batería
- Jennifer Finch

## Discografía
- Get Off (Foil Records, 1999): Canciones.
- 01 - Betty Blowtorch Anthem
- 02 - Fish Taco
- 03 - I Wanna Be Your Sucker
- 04 - Shut Up & Fuck
- 05 - Party Til Ya Puke
- 06 - Get Off

- Are You Man Enough? (Foodchain Records, 2001): Canciones.
- 01 - Hell On Wheels
- 02 - Love/Hate
- 03 - Size Queen (featuring Vanilla Ice)
- 04 - I Wanna Be Your Sucker
- 05 - I'm Ugly and I Don't Know Why
- 06 - Shut Up and Fuck
- 07 - No Integrity
- 08 - Frankie
- 09 - I Wish You'd Die
- 10 - Big Hair, Broken Heart
- 11 - Part-Time Hooker
- 12 - Rock My World
- 13 - Dresses
- 14 - Strung Out
- 15 - Rock 'N Roll 69

- Last Call (Foodchain, 2003).